# Tate Houston
Tate Houston (30 november 1920 - 18 oktober 1974) was een Amerikaanse jazzsaxofonist (bariton, tenor) en r&b-muzikant.

## Biografie
Houston was midden jaren 1940 lid van het Billy Eckstine Orchestra, waarmee begin 1946 de eerste opnamen ontstonden (I Only Have Eyes For You). Tijdens de daaropvolgende jaren werkte hij met Sir Charles Thompson, J.C. Heard, Hal Singer, Phil Hill, Big John Greer en Lucky Millinder. Vanaf 1950 speelde hij in Detroit ook met Wild Bill Moore en midden jaren 1950 in Chicago met Wardell Gray en James Moody (Moody's Mood for Love), vanaf 1957 in New York met Maynard Ferguson, Curtis Fuller (Bone & Bari, 1959), Milt Jackson, Ernestine Anderson, Nat Adderley, Yusef Lateef (The Centaur and the Phoenix, 1960) en Sam Jones. Tijdens de eerste helft van de jaren 1960 werkte hij nog mee bij opnamen van Tadd Dameron (The Magic Touch), Edgar Battle and His Jazz Pioneers (House Rent Party Music for a Harlem House Hop, 1964), Freddie McCoy en het Killer Joe Orchestra (Killer Joe's International Discotheque, 1965). Op het gebied van de jazz was hij tussen 1946 en 1972 betrokken bij 31 opnamesessies, als laatste met een nieuwe editie van McKinney's Cotton Pickers met onder andere Tom Saunders.
- Bibliothèque nationale de France: cb141880532 (data)
- Gemeinsame Normdatei: 141191295
- International Standard Name Identifier: 0000 0000 7889 8587
- Library of Congress Control Number: no98113999
- Virtual International Authority File: 24224085
- WorldCat: E39PBJkD3P7hfTg6CqwQt7x4bd